# يستلي غوف
يستلي غوف (بالإنجليزية: Westley Gough) مواليد 4 مايو 1988، هو دراج نيوزلندي في صنف سباق الدراجات على الطريق وعلى المضمار. شارك في دورة الألعاب الأولمبية الصيفية وفاز بميدالية أولمبية.

## الميداليات
| الميدالية | المسابقة                       |
| --------- | ------------------------------ |
| برونزية   | الألعاب الأولمبية الصيفية 2008 |
| برونزية   | الألعاب الأولمبية الصيفية 2012 |

## روابط خارجية
- يستلي غوف على موقع الاتحاد الدولي للدراجات (الإنجليزية)
- يستلي غوف على موقع أرشيف الدراجات (الإنجليزية)
- يستلي غوف على موقع إحصائيات الدراجات الإحترافية (الإنجليزية)
- يستلي غوف على موقع نسبة الدراجات (الإنجليزية)
- يستلي غوف على موقع CycleBase (الإنجليزية)
- يستلي غوف على موقع أوليمبيديا (الإنجليزية)
- يستلي غوف على موقع اللجنة الأولمبية النيوزيلندية (الإنجليزية)
- يستلي غوف على موقع اتحاد ألعاب الكومنولث (مؤرشف) (الإنجليزية)